# Omloop Het Volk 1972
L'Omloop Het Volk 1972, ventisettesima edizione della corsa, fu disputato il 4 marzo 1972 per un percorso di 198 km. Fu vinto dal belga Frans Verbeeck, al traguardo in 4h51'00".

## Ordine d'arrivo (Top 10)
| Pos. | Corridore          | Squadra     | Tempo    |
| ---- | ------------------ | ----------- | -------- |
| 1    | Frans Verbeeck     | Watney-Avia | 4h49'00" |
| 2    | André Dierickx     | Flandria    | s.t.     |
| 3    | Eddy Merckx        | Molteni     | s.t.     |
| 4    | Willy De Geest     | Van Cauter  | s.t.     |
| 5    | Joseph Abelshausen | Watney-Avia | a 16"    |
| 6    | Rolf Wolfshohl     | Rokado      | s.t.     |
| 7    | Walter Godefroot   | Peugeot     | a 28"    |
| 8    | Walter Planckaert  | Watney-Avia | s.t.     |
| 9    | Noël Vantyghem     | Novy        | s.t.     |
| 10   | Jacky Mourioux     | Gan         | s.t.     |